# 西那須野道路
西那須野道路（にしなすのどうろ）は、現在建設中の栃木県那須塩原市三区町から西富山に至る延長4.6kmの国道4号のバイパス。一部区間が未開通。
1964年（昭和39年）に旧西那須野町市街を迂回する西那須野バイパス（現・国道4号）が開通したが、交通量の増加に伴って2006年度（平成18年度）から事業化された。
西那須野バイパス沿線は市街化が著しく用地の確保ができないため、ルートの大半は旧4号(陸羽街道)であった場所を拡幅して整備される。

## 概要
- 起点：栃木県那須塩原市三区町
- 終点：栃木県那須塩原市西富山
- 延長：4.6km

## 交差する道路
- （国道400号）

## 歴史
- 2006年度：事業化